# Manuel Orozco Rovira
Manuel Orozco Rovira (Tarragona, 30 de diciembre de 1915 - Tarragona, 16 de abril de 1994) fue un destacado piloto y militar español que luchó en la guerra civil española en defensa de la Segunda República Española, encuadrado en las Fuerzas Aéreas de la República Española. También formó parte de la Fuerza Aérea Soviética en la Segunda Guerra Mundial.

## Biografía
Manuel, bautizado Emmanuel, nació en 1915 en Tarragona como hijo menor de cuatro hermanos del enólogo Manuel Orozco Llorens y de Carme Rovira Malé, perteneciente a una de las familias más acomodadas de la provincia. Brillante estudiante en el bachillerato, camino de su vocación de artista dibujante (principalmente de caricaturas), estalló la guerra civil española, y tuvo que dejar la escuela de arte recién creada por la República para alistarse el mismo 19 de julio de 1936 con 20 años y medio y asoció al recién fundado PSUC. Había ejercido como secretario de agitación y propaganda de la Federación Nacional de Estudiantes de la U.G.T. de Cataluña y por su personalidad y dotes de liderazgo tenía gran ascendente sobre  grupos revolucionarios como el comité de la FAI, lo que ayudó a salvaguardar a muchas personajes locales que entonces fueron perseguidos.
En el mes de julio de 1937, partió a la URSS formando parte de la 2ª promoción de cadetes que se formarían como pilotos en la lejana Kirovabad (actual Ganyá, en Azerbaiyán). Transcurridos solo 4 meses de un curso de pilotaje que normalmente tendría una duración de 4 años, regresó a España, donde llegó el 31 de diciembre de 1937, tras lo cual fue enviado a la 4.ª escuadrilla de Polikàrpov I-15, aparato biplano conocido como "Chato", que se estaba formando en aquel momento en el aeródromo de Sabadell bajo el mando de Ladislao Duarte. 
A finales de enero de 1938, esta unidad, perteneciente al 26.º Grupo Aéreo de Cazas, fue trasladada al aeródromo de El Toro, en el frente de Teruel.  El 21 de febrero de 1938, durante una intensa batalla en el paraje de Alfambra, su avión se vio rodeado por 8  Messerschmitt Bf.109 de la Legión Cóndor. Ante esta desesperada situación, aprovechando la facilidad de giro del "Chato", se enfrentó al avión alemán que tenía en su cola, golpeándolo con el ala. Ambos cayeron en barrena. El alemán se estrelló pero él pudo equilibrar su aparato cuando se encontraba a unos 400 metros del suelo. El avión estaba destrozado y no podía saltar en paracaídas debido a la deformidad del fuselaje, pero pudo seguir volando y llegar a su aeródromo. Se convirtió entonces en el primer piloto español de las Fuerzas Aéreas de la República Española que logró regresar vivo y en un avión funcional tras embestir al enemigo. El jefe supremo de la aviación republicana, Hidalgo de Cisneros, le ascendió allí mismo al grado de teniente.
Se dio la circunstancia que en el mismo combate otro "Chato" republicano pilotado por Francesc Viñals chocó con un Fiat CR.32, biplano conocido como "Chirri". El avión biplano italiano lo gobernaba el "as" de la aviación franquista capitán Carlos De Haya que murió al estrellarse. La aparatosidad del destrozo del avión de Orozco y la relevancia que tuvo en los medios, sumado al desconcierto propio de la batalla, llevó que, en el primer momento, erróneamente, se le atribuyera a este el derribo del capitán, aspecto que aún se mantiene en algunas reseñas. 
La 4.ª escuadrilla de Polikárpov combatió en Levante, Aragón y Cataluña. No estuvo presente en el tiempo del pase del río Ebro de las tropas republicanas. En aquel momento, 25 de julio de 1938, su base se encontraba en Saceruela, localidad de Ciudad Real, afrontando la batalla de Extremadura. Fue entonces cuando el Alto Mando envió a la URSS a un grupo selecto de siete aviadores republicanos para que realizasen un curso superior de táctica aérea en la escuela de Lípetsk. El grupo lo mandaba Leopoldo Morquillas, y entre ellos se hallaban Orozco y Rómulo Negrín, hijo del presidente del gobierno, que ya no volverían al frente porque la guerra terminó antes de su regreso. Al final de la guerra civil española, la cuenta oficial del piloto contaba con unas 10 victorias.
También participó en la Segunda Guerra Mundial desde 1942. Los pilotos republicanos fueron destinados a escuelas de vuelo y posteriormente, cuando la situación fue más crítica, a escuadrillas de combate. Orozco, que había adquirido la ciudadanía soviética como Piotr Manuilovich Orlov. que tenía entonces el rango de teniente mayor, fue destinado a la Escuela de vuelo de Tambov. En 1943, casó con Lida Ivánova Makárova, viuda de Igor Mijailovich Makárov, piloto  fallecido en accidente cuando entrenaba a aviadores franceses de la escuadrilla Normandie-Niemen. Ella aportó al matrimonio su hijo Igor y tuvieron una hija llamada Carmen.
Con el grado de capitán, voló con el 785.º IAP y se convirtió en un as de la batalla nocturna: durante la batalla de Kursk derribó un avión de reconocimiento Fw-189 por la noche (con actuaciones destacadas en otras batallas como el sitio de Stalingrado o las batallas por Yeléts). El mayor Manuel Rovira Orozco fue considerado uno de los mejores instructores en tácticas de combate nocturno, y entrenó a muchos pilotos soviéticos de la caza nocturna.
Después del final de la guerra, habiendo recibido las "Órdenes de Primer y Segundo Grado de la Gran Guerra Patriótica" además de múltiples condecoraciones, se desempeñó como inspector del 20.º Ejército Aéreo, cuyo cuartel general estaba ubicado en Vilna, y luego como inspector de la 106 División de cazas en Riga.
En 1948 fue desmovilizado, lo que aprovechó para cursar estudios universitarios y se doctoró en ciencias económicas. Estas cualidades, junto con el dominio de la lengua castellana y el carácter intrépido, hicieron que las autoridades le destinasen a América del Sur durante la Guerra Fría. No hay mucha información de esta época, pero se comenta que el 1973 se hallaría en el Palacio de la Moneda de Santiago de Chile con Salvador Allende, hasta pocos instantes antes de que Pinochet lo asaltase.
Consolidada la Transición en España, Orozco, el año 1977, volvió por primera vez a su Tarragona natal, donde tan solo encontró a la familia de hermano Antoni ya que sus padres y hermanas Carmen y Elena residían en México donde se habían exiliado. Ya al inicio de la década de los 90 pasó a residir en esta ciudad donde murió el 16 de abril de 1994. Para entonces, el gobierno español le había reconocido el grado de comandante. Según sus propias manifestaciones, en tiempos de la Guerra Civil se le había nombrado Hijo Predilecto de Tarragona pero no se ha encontrado ningún registro al respecto.